# HIB-oltás
A HIB-oltás egy védőoltás a Haemophilus Influenzae baktérium B típusa ellen, amely elsősorban kisgyermekeknél okoz  agyhártyagyulladást (Meningitis), valamint gyulladásos megbetegedéseket a fül-orr-gége területén (Epiglottitis).
Kisgyermekek számára különösen ajánlják, mivel egyes Haemophilus Influenzae baktériumtörzsek mára immunissá váltak az ismert antibiotikumokkal szemben. 
Gyakran más oltásokkal (például tetanusz, diftéria, szamárköhögés, járványos gyermekbénulás, hepatitisz B stb.) kombinálva adják.
Az oltás frissítésére (újraoltásra) nincs szükség, mert a HIB-megbetegedés a betöltött ötödik életév után elenyészően ritka.

## Külső hivatkozások
- Oltás linkek
- Fül-orr-gége-linkek